# Christian Montésinos
Christian Montesinos est un écrivain et  historien français, né le 5 mai 1947 à Ornans en Franche-Comté, dans le département du Doubs.
La plus grande partie de son œuvre est consacrée au symbolisme religieux ésotérique ou alchimique.

## Biographie
Né de parents français, il  possède cependant des origines espagnoles, suisse allemande et françaises par ses grands-parents. 
Il habite aujourd'hui en Lorraine où il fit ses études. Études classiques au lycée (latin et philosophie) puis scientifiques à la Faculté de Pharmacie de Nancy, où il rencontre Jean-Marie Pelt avec lequel il se liera d'amitié, et avec Jean Martin, professeur de Chimie minérale qui l'initie à la littérature alchimique. 
Esprit rationnel, il étudie alors les sources de l'alchimie et des sciences ésotériques pour en rechercher les composants mythologiques et symboliques. Ce qui lui vaut d'être remarqué en 1971, grâce à Jean-Marie Pelt, par Monique Tosello qui le convie à participer à des émissions scientifiques pour l'ORTF « portrait de l'Univers ». Il en conservera un goût prononcé pour l'étude des symboles et commencera à jeter les bases d'un ouvrage qu'il publiera près de quarante années plus tard son dictionnaire de l'alchimie et des alchimistes qui lui vaut d'être regardé comme un des grands spécialistes de cette science antique. 
Pharmacien, il collabore à une lettre mensuelle professionnelle, « pharmacien informations »  puis se tourne en 1983 vers l'action sociale au sein de mutuelles santé. Il est alors sollicité pour animer des conférences de prévention sur les risques liés aux drogues, puis se lie d'amitié avec Jean Marie Compas, l'ancien directeur social du groupe Boussac (entreprise). Il deviendra à ce titre Vice Président de la Fédération des Associations Sociales. 
C'est de cette rencontre que naîtra son premier livre, inspiré des récits de Monsieur Compas « François des cités » qui reçoit le prix littéraire  de la découverte en 1990. 
Ému par le sort d'enfants croates venus passer les fêtes de Noël en France en raison de la guerre de Yougoslavie, il décide avec quelques-uns de ses amis de fonder une Association d'aide et secours aux réfugiés et très vite des convois de matériel médical médicaments et vivres prennent la route vers les villes martyres de Vinkovski, Nustar Osijek. L'Association sera reconnue par la cellule d'Urgence du Quai d'Orsay et cessera son activité après la paix retrouvée dans les Balkans. 
En 1996, il fonde une société d'ingénierie en environnement et laboratoire d'analyses de matériaux. Il commence parallèlement une activité de conférencier de l'art religieux en étant guide bénévole au profit d'associations, activité qu'il exerce toujours,.
Prenant sa retraite en 2006, il décide de se consacrer enfin à sa grande passion, l'écriture et l'histoire. Membre de la Société de mythologie française, il se consacre toujours  à l'écriture d'ouvrage consacrés au symbolisme et à l'art religieux.
Il est marié, depuis 1969, à Annie Sylvestre avec qui il partage ses passions.

## Exégèse
L'œuvre de Christian Montésinos se situe dans le domaine historique et analytique des mythes, l'art en étant un des supports. Ses ouvrages sont illustrés de photographie personnelles, annotés avec références des citations, extraits, idées  et complétés par des index alphabétiques étendus. Pour lui, les mystères ésotériques, les paraboles et allégories, ne sont que des descriptions imagées de rites anciens ou de préceptes moraux, idéologiques ou pratiques.
« Christian Montésinos, nous fait bénéficier de ses connaissances et de ses recherches pour explorer deux grands siècles gothiques dans des thématiques bien ordonnées : la pensée médiévale et ses sources, le solstice d’hiver, les figures bibliques et les saints fondateurs, les soldats de l’Église, les martyrs, le diable, le bestiaire étrange et la Cour des miracles. Un ouvrage approfondissant tous les aspects historiques, symboliques et religieux de la mythologie médiévale ».
« Ces statues, ces fresques ou ces vitraux nous racontent une histoire, et des histoires, par leurs symboles. Ainsi les saints martyrs, les griffons et les basilics, les Vierges Folles, les anges ou les gueux grimaçants et menaçants, les montre-culs, etc., s'adressent à nous, évoquent avec précision l'avènement chrétien et parlent à notre conscience universelle en rattachant l'art sacré des bâtisseurs aux traditions primordiales de la civilisation ». 
Son ouvrage majeur est le dictionnaire de l'alchimie et des alchimistes qui a connu 4 retirages et deux éditions. Il faut ajouter son livre "Éléments de Mythologie sacrée aux XIIe   et   XIIIe siècle en France, qui apporte un nouvel éclairage sur le culte des saints au Moyen Âge, qui à fait l'objet d'une critique élogieuse dans la revue de la Société de mythologie française, sous la plume d'Anne Marchand.
Son dernier ouvrage, Histoire de l'Alchimie ; Histoire d'un grand malentendu,  paru en 2022 a reçu des critiques élogieuses de la part des milieux maçonniques : «  Disons-le tout net, cet ouvrage est colossal, apparemment exhaustif et les qualificatifs ne manquent pas pour exprimer notre admiration pour la science de Christian Montésinos. Cet ouvrage est digne du titre d’Encyclopédie, au sens étymologique du terme, pour sa connaissance qu’elle nous transmet de l’Alchimie, de son histoire et de toutes les formes qu’elle revêt.
L’alchimie justement. Véritable défi, véritable tour de force de contenir dans un seul bouquin de 330 pages - hors annexes - toute l’histoire de l’alchimie qui s’est développée comme une forêt, avec tant d’espèces, des clairières et des fourrés inextricables. Montésinos souligne néanmoins les écueils rencontrés pour traiter d’alchimie. Un premier écueil est celui du vocabulaire. Le mercure alchimique est nommé de plus de 50 noms différents. C’est la même chose pour le sel, le soufre, le vitriol, enfin les allégories alchimiques ont des sens différents selon les auteurs. N’oublions pas que nous parlons du temps de l’aventure humaine où les hommes ne disposent pas encore de moyens de communications, pas d’internet, et ils possèdent un vocabulaire commun limité à quelques dizaines de kilomètres. La séméiologie linguistique est très limitée dans l’espace.. C. Montésinos propose une étude historique très riche. Tout ce qui a compté, a été écrit, connu ou apocryphe, célèbre ou pseudo graphe, réel ou mythique, est passé en revue. Des références bibliographiques précieuses et nombreuses, l’indispensable index qui n’est pas limité qu’aux seuls noms propres contrairement à ce qui est indiqué, enfin des illustrations précises font de cet ouvrage un maillon qui manquait dans cette chaine de la connaissance. Rajoutons que la « quatrième de couverture » dont nous ne prenons connaissance qu’après la rédaction de notre propre lecture nous séduit – pour une fois - par sa justesse.
Montésinos le souligne et nous le fait constater, l’alchimie est un phénomène qui touche toutes les époques… jusqu’au XXe siècle. Il est encore trop tôt pour savoir si le XXIe siècle sera concerné. Malgré et grâce aux confusions et amalgames : magie, ésotérisme, kabbale, psychologie et Franc-Maçonnerie, l’alchimie ne s’est jamais si bien portée à travers les époques »  Hervé Quinquis T.P.S.G.C. du Suprême Conseil Pax Opéra Août 2022.</ref> Publication du site privé internet du S.C. Pax Opéra. (SCPO des SGIG du 33e )

## Publications

### Roman historique
- François des cités, Ed. Le soutien par le livre, 1990Prix de la découverte 1990

### Études et articles de fonds
- A la recherche de la Pierre Philosophale ou la Quête Alchimique.Ed Villard de Honnecourt no 77. p. 72-91. 2009
- Alexandrie Berceau de la Science alchimique, Ed. Cahiers Villard de Honnecourt, 2010
- Le mythe de l’incendie de la Grande Bibliothèque d’Alexandrie, Ed. Cahiers Villard de Honnecourt, 2010
- Entretien avec Bogdan Mandache, Revue Esotérica Roumanie, 2013
- Le sacrifice du profane dans les rites antiques, Ed. Cahiers Villard de Honnecourt, 2015
- Meurtre rituel et renaissance dans la mythologie. Ed. Cahiers Villard de Honnecourt, no 102. p. 167-187. 2017
- Un autre regard sur l'art médiéval|éditeur=http://www.villard-de-honnecourt.com/index.php/cahier Ed. Cahiers Villard de Honnecourt|année=2022 no 122. p. 53-82.

- La mort, l'âme et la renaissance au Moyen Age|éditeur=http://www.villard-de-honnecourt.com/index.php/cahier Ed. Cahiers Villard de Honnecourt année=2023

### Ouvrages
- Dictionnaire Raisonné de l’alchimie et des alchimistes, la Hutte, 2 septembre 2010, 565 p. (ISBN 978-2-916123-32-5 et 2-916123-32-6)(1re édition)
- Dictionnaire Raisonné de l’alchimie et des alchimistes, Cadix, la Hutte, 13 septembre 2013, 565 p. (ISBN 979-10-91697-15-6)Édition seconde revue et corrigée
- Éléments de mythologie sacrée aux XII et XIII siècles en France, la Hutte, 2011, 416 p. (ISBN 978-2-916123-92-9 et 2-916123-92-X, lire en ligne)
- Symboles étranges des cathédrales et basiliques de France, la Hutte, 2012, 480 p. (lire en ligne)
- Les étranges symboles des cathédrales, basiliques et églises de la France médiévale, Dervy, 2018, 478 p. (ISBN 979-10-242-0231-0)2018 Paris.
- Histoire de l'alchimie,histoire d'un grand malentendu, Numérilivre, 2022, 370 p. (ISBN 978-2-36632-1890)2022 Paris

## Distinctions
- Prix littéraire de la Découverte 1990, décerné le 15 février 1990 à Cachan par Louis Boulet président de la Société littéraire et Inspecteur Général des Postes[12].
- Un des 5 ouvrage sélectionnés en 2022 pour le prix littéraire des Rencontres écossaises à Angers